# Tegastidae
Tegastidae é uma família de crustáceos da ordem Harpacticoida.